# 特拉斯卡拉 (城市)
特拉斯卡拉（西班牙語：Tlaxcala），正式名稱為特拉斯卡拉-德西科滕卡特（Tlaxcala de Xicohténcatl），是墨西哥特拉斯卡拉州首府。该城市建于西班牙人到来之后，曾为西班牙征服阿兹特克帝国后的传教和行政中心，后逐渐衰落，其地位被普埃布拉取代。2010年，人口为89795。